# Kirche Gregor des Erleuchters (Baku)

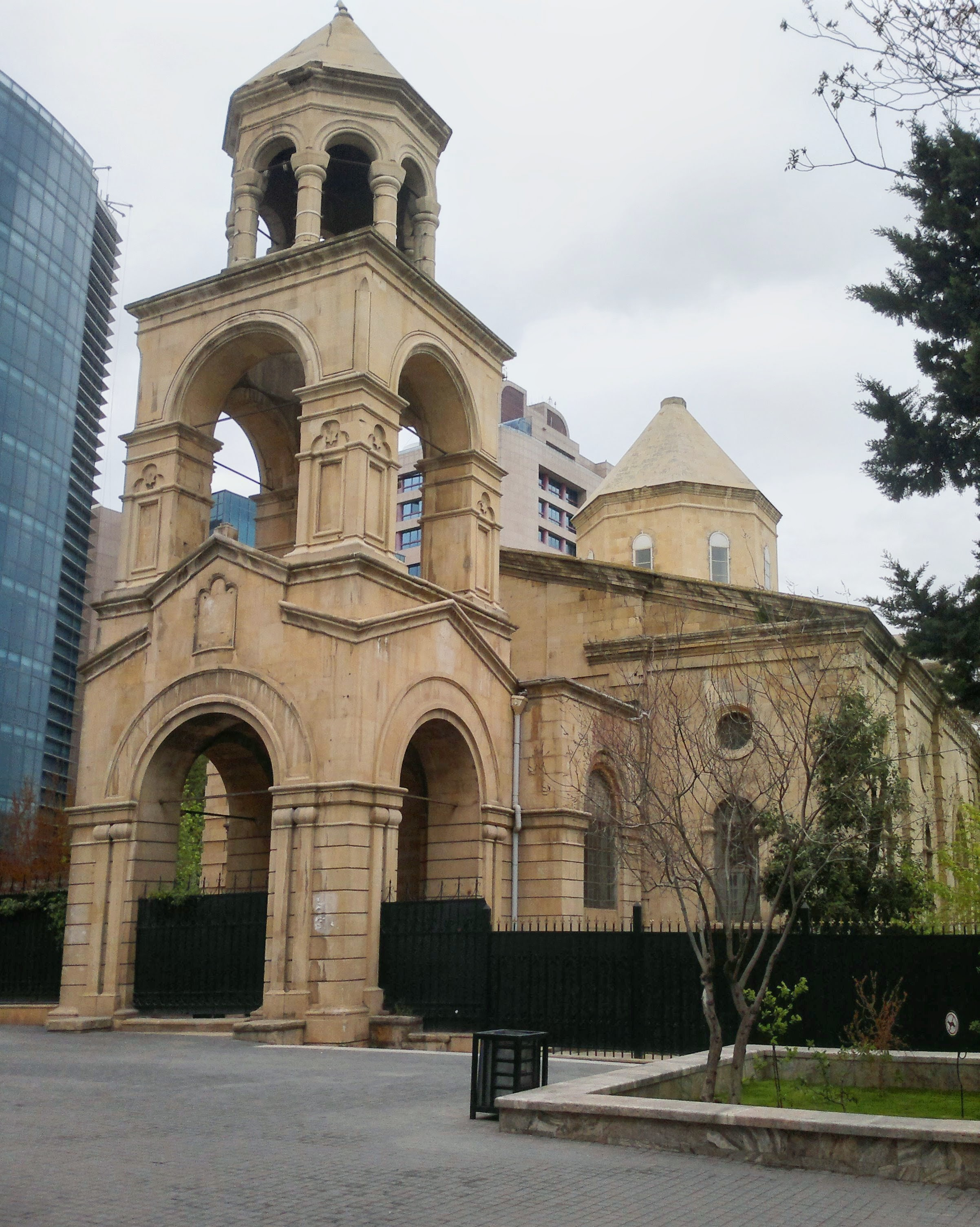
Die einstige Kirche im April 2013

Die Kirche Gregor des Erleuchters (armenisch Սուրբ Գրիգոր Լուսաւորիչի Եկեղեցի Surp Grigor Lusaworitschi Jekeghezi, aserbaidschanisch Müqəddəs Maarifləndirici Qriqori Kilsəsi, Bakı Erməni Kilsəsi) ist eine ehemalige armenisch-apostolische Kirche in Baku. Sie war dem Heiligen Gregor dem Erleuchter geweiht.

## Geschichte

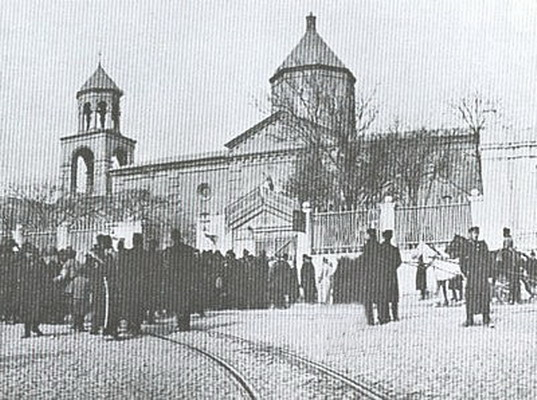
Kathedrale Anfang des 20. Jahrhunderts

Die Kirche wurde im Jahre 1887 erbaut und überlebte das atheistische Zeitalter der Sowjetisierung ebenso wie den Konflikt zwischen Armenien und Aserbaidschan um Bergkarabach in den späten 1980er und frühen 1990er Jahren. Anders als die 1992 abgerissene Kirche der Heiligen Muttergottes und viele Gebetsstätten, die während der 1920er und 1930er Jahren in der gesamten Sowjetunion zerstört wurden, ist dieser Kirchenbau das einzige armenische Kirchengebäude in Baku, das heute noch steht. Im Dezember 1989 im Vorfeld des Pogroms in Baku 1990, während der Vertreibung der armenischen Bevölkerung aus Aserbaidschan (als Ergebnis des Bergkarabachkonfliktes), wurde die Kirche angezündet und brannte unter den Augen von Polizei und Feuerwehr aus. Das Gebäude ist seither nicht mehr der Öffentlichkeit zugänglich.
Im Jahre 2002 wurde die Kirche renoviert und das Kirchengebäude wurde von der Präsidentialen Verwaltung Aserbaidschans übernommen, um als deren Bibliothek genutzt zu werden. Die ehemalige Kirche wurde nun in das Archivbüro des Departements für Verwaltungsangelegenheiten der Präsidentialen Verwaltung Aserbaidschans umgewandelt.